# 5399 Awa
Az 5399 Awa (ideiglenes jelöléssel 1989 BT) a Naprendszer kisbolygóövében található aszteroida. Iwamoto M., Furuta T. fedezte fel 1989. január 29-én.